# Rivière Sheslay
La rivière Sheslay est une rivière située dans l'extrême nord-ouest de la Colombie-Britannique, dans la partie sud-est du bassin de la rivière Taku. D'une longueur de 85 kilomètres, elle part du confluent avec la rivière Hackett jusqu'à la jonction avec la rivière Nahlin. Cette jonction marque le début de la rivière Inklin, la principale fourche de rivière au sud-est de la rivière Taku . 

## Accès
La partie navigable en canoë est accessible via de petits avions, grâce à une piste d’atterrissage située à Sheslay, à la jonction des rivières Sheslay et Hackett . 